# スライド.
「スライド.」は、Plastic Treeのメジャー7枚目のシングル。2000年4月19日発売。発売元はワーナーミュージック・ジャパン。

## 概要
前作『ツメタイヒカリ』から約4ヶ月半ぶりのシングル。初回盤には特製ステッカーが封入されている。

## 収録曲
1. スライド.
  - 作詞：Ryutaro、作曲：Tadashi、編曲：Plastic Tree & 成田忍
  - PVが製作されており、PV集『二次元ヲルゴール.2』に収録された。
  - テレビ朝日系『ミッドナイトマーメイド』エンディングテーマ。
  - 毎日放送系『爆烈!シャンプー』エンディングテーマ。
2. オルガン.
  - 作詞：Ryutaro・Tadashi、作曲：Tadashi、編曲：Plastic Tree & 成田忍
3. ベランダ.
  - 作詞：Ryutaro、作曲：Tadashi、編曲：Plastic Tree & 成田忍
  - PVが製作されており、PV集『二次元ヲルゴール.2』に収録された。

## 収録アルバム
- オリジナル『Parade』（#1、#3）
- ベスト『Single Collection』（#1、#2）
- ベスト『Premium Best』（#1）
- ベスト『Best Album 白盤』（#3）
- ベスト『Best Album 黒盤』（#1）
- ベスト『B面画報』（#3）
- ベスト『Premium Best 〜2010 Expanded Edition〜』（#1）